# Фреттероде
Фреттероде (нім. Fretterode) — громада в Німеччині, розташована в землі Тюрингія. Входить до складу району Айхсфельд. Складова частина об'єднання громад Ганштайн-Рустеберг.
Площа — 5,87 км2. Населення становить 178 ос. (станом на 31 грудня 2021).